# Šumarsko obrazovanje u Hrvatskoj
Početkom šumarskog obrazovanja u Hrvatskoj smatramo osnivanje Šumarskog odjela Gospodarsko-šumarskog učilišta u Križevcima 1860.
Iz Šumarskog odjela razvija se visokoškolska nastava koja započinje 1898. osnivanjem Šumarske akademije kao dijela Filozofskog fakulteta Sveučilišta u Zagrebu.
Gospodarsko-šumarski fakultet osniva se 1919. kao sljednik Šumarske akademije, a poslije drugog rata preimenuje se u Poljoprivredno-šumarski fakultet.
Samostalni Šumarski fakultet nastaje njegovim razdvajanjem 1960. godine i tada se diferencira na Šumarski odjel i Drvnotehnološki odjel.
Ulaskom u Bolonjski sustav 2005. osnivaju se unutar Šumarskog odjela dva studija: Šumarstvo i Urbano šumarstvo, zaštita prirode i okoliša.

## Vanjske poveznice
- Šumarski fakultet
- Visoko gospodarsko učilište u Križevcima Hrvatska tehnička enciklopedija, portal hrvatske tehničke baštine. LZMK